# Helius arunachalus
Helius arunachalus är en tvåvingeart som beskrevs av Alexander 1975. Helius arunachalus ingår i släktet Helius och familjen småharkrankar. Inga underarter finns listade i Catalogue of Life.